# ブリーチ・サプリ
ブリーチ・サプリとは、染髪時の脱色に使用するブリーチ剤と併用することで髪へのダメージを軽減することを目的としたサロン向け業務商品。
商品正式名称は、T.R＆D ブリーチ・サプリメント。T.R＆DはTeam of Research and Developmentの略称。
販売元は株式会社デュオ・パートナーズ、製造販売元はコアフロント株式会社。
従来のブリーチよりもダメージを軽減できるケア・ブリーチの一種。
ブリーチ・サプリ以外に、Rブリーチ、ファイバープレックス、オラプレックスなどがある。
美容室・サロンにおいては、メニュー名として使用される事もある。

## 成分
シリカ、塩化Ca、酸化Ca、塩化Na、塩化Mg、酸化Mg、水酸化Al、架橋型ゼラチン（乾燥物）、酸化鉄からなる。（商品添付成分表より）

## 使用方法
パウダーブリーチとブリーチ・サプリ、2液（過酸化水素水）を一定比率で調合して使用する。頭髪への塗布量は多目を推奨している。
なお、薬剤の放置時間は20～30分。

## 効果・効能
（有国家資格者監修）

### 通常のブリーチの効果
脱色作用（髪の毛の中のメラニンを分解）、脱染作用（髪の毛の中のカラー染料を分解）を頭髪に施す。
その際、急激にラジカル（活性酸素）を発生、メラニンだけではなく頭髪のタンパク質も破壊する。
この急激な反応とラジカルの発生量がダメージに繋がる。

#### メリット
頭髪の内部の色素を分解する事により、一度のブリーチで大体の髪質の人が15レベル以上の明度になる。
この明るさはカラー剤（通常のヘアカラー）だけでは到達しない明度である。
また、薬剤の反応時間が早く、15分程で明るくなる。

#### デメリット
薬剤を反応させる際に、タンパク質も分解する事になり、ハイダメージに繋がる。

### ブリーチ・サプリの効果
海洋ミネラルと生体材料である架橋ケラチン（ハイドロゲル）を組み合わせることによって、
ラジカル（活性酸素）の急激な発生の軽減、
頭髪のタンパク質以外の一部分（メラニン）のみ反応させる事を可能にした。
その為、通常のブリーチ必要以上のタンパク質の分解を抑える事ができ、ダメージを95％軽減できると謳うものもある。
また、ブリーチ独特の匂いや、カラー時の頭皮への刺激も少なくなっている。

#### メリット
たんぱく質の分解をブリーチ・サプリが抑える為、ブリーチ施術後のダメージをほとんど感じることがない。
また、希望の明度をデザインする為に数回ブリーチ・サプリを続けても、ダメージレベルを抑えたまま、より明るくする事が可能。

#### デメリット
薬剤を反応させる際に、ブリーチに比べ反応スピードが遅い為、希望の明度にするのに時間がかかる。薬剤の放置時間は20～30分。
髪質にもよるが、一度のブリーチ・サプリで到達する明度は13レベル前後。